# Pillars of Eternity II: Deadfire
Pillars of Eternity II: Deadfire je izometrická RPG videohra vyvinutá společností Obsidian Entertainment. Jedná se o pokračování v roce 2015 vydaných Pillars of Eternity. Hra vyšla 8. května 2018 pro operační systémy Linux, macOS a Windows. K oznámení došlo se spuštěním crowdfundingové kampaně na platformě Fig v lednu 2017. Cílové částky dosáhla kampaň během jednoho dne.

## Hratelnost
Deadfire je přímým pokračováním Pillars of Eternity, odehrávajících se ve světě Eora. Hráč zastane roli tzv. "Watchera", jedince se schopností nahlédnout do duše jiných lidí a číst jejich vzpomínky z tohoto nebo minulých životů. Eothas, bůh světla a znovuzrození, který byl údajně mrtev, se probouzí pod hrdinovou pevností Caed Nua. Eothas pevnost zničí a zanechává hrdinu na pokraji smrti. Hrdina cestuje do souostroví Deadfire Archipelago vystopovat Eothase a nalézt odpovědi.

## Vývoj
Hra byla vyvinuta společností Obsidian Entertainment, tvůrci původních Pillars of Eternity. V květnu 2016 ředitel Obsidian Entertainment Feargus Urquhart oznámil, že hra začala být vyvíjena. Stejně jako u předešlého dílu se tvůrci rozhodli pro financování pomocí crowdfundingové kampaně. Kampaň byla zahájena 26. ledna 2017 na platforma Fig s finančním cílem 1,1 milionů dolarů. Finančního cíle bylo dosaženo během 23 hodin, a do konce kampaně byla překonána částka 4,4 milionu dolarů. Vydání Deadfire je naplánováno na první kvartál roku 2018 pro počítače s operačními systémy Linux, macOS a Windows.